# آدرا لیندلی
اودری لیندلی (انگلیسی: Audra Lindley؛ ۲۴ سپتامبر ۱۹۱۸ – ۱۶ اکتبر ۱۹۹۷) یک هنرپیشه اهل ایالات متحده آمریکا بود. وی بین سال‌های ۱۹۴۱ تا ۱۹۹۷ میلادی فعالیت می‌کرد.
از فیلم‌ها یا برنامه‌های تلویزیونی که وی در آن نقش داشته است می‌توان به جسد، عصر جدید و سربازان بورلی هیلز اشاره کرد.